# جان دوبوك
جان دوبوك (بالإنجليزية: Jean Dubuc) هو لاعب كرة قاعدة أمريكي، ولد في 15 سبتمبر 1888 في سانت جوهانسبوري في الولايات المتحدة، وتوفي في 28 أغسطس 1958 في فورت مايرز في الولايات المتحدة.

## وصلات خارجية
- جان دوبوك على موقعبيزبول رفرنس.كوم (الدوري الرئيسي) (الإنجليزية)
- جان دوبوك على موقعبيزبول رفرنس.كوم (الدوري الثانوي) (الإنجليزية)